# Ligamento redondo del útero
Los ligamentos redondos del útero son bandas musculares que nacen a cada lado de la pared lateral del fondo, un poco por debajo y por delante de la inserción de las Trompas de Falopio. Se dirige hacia afuera entre las dos hojas del ligamento ancho, describiendo una curva, y llegan al orificio inguinal interno, atravesando a continuación el conducto inguinal para terminar fusionándose, después de haberse expandido a manera de abanico, con el tejido conectivo de la ingle. 
El grosor del ligamento redondo es muy variable:mide en término medio 5 o 6 mm. Están formados por fibras musculares lisas, que se continúan con las del útero, su función será evitar el desplazamiento del útero hacia atrás. Su importancia con toda su probabilidad es mayor durante el embarazo, época en la cual experimenta gran hipertrofia.
- Datos: Q1527057
- Multimedia: Round ligament of uterus / Q1527057